# Área de conservación nacional Red Rock Canyon

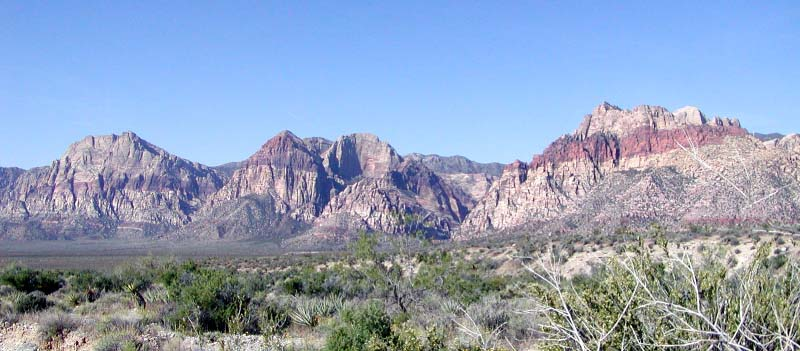
Panorama de Red Rock Canyon (mayo de 2004).

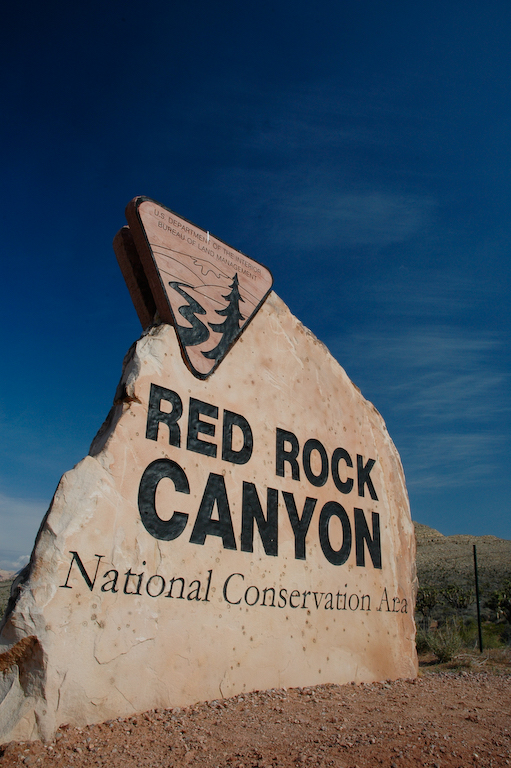
Cartel a la entrada del parque.

El área de conservación nacional del Cañón Red Rock (en inglés, Red Rock Canyon National Conservation Area) es un área de conservación nacional de los Estados Unidos localizada en el estado de Nevada. Tiene un área de 801 km² y está gestionada por la Gestión de Tierras como parte del Sistema de Conservación de Paisajes. Está localizada a 15 millas al oeste de Las Vegas y es fácilmente visible desde el Strip de Las Vegas. El área es visitada por alrededor de 1 millón de turistas cada año.
La zona de conservación presenta un conjunto de grandes picos rojizos y paredes llamadas piedras angulares de deslizamientos de tierra. Las paredes tienen una altura de hasta 3000 pies (1000 m) de altura, convirtiéndolas en un área muy popular para los turistas que buscan senderismo y escaladas. El punto más alto es La Madre montaña, a una altitud de 8154 pies (2485 m).
Una carretera de un sentido de 13 millas (21 km) de largo, provee servicio vehicular a todas las zonas turísticas del área. Varias carreteras de un solo sentido y áreas de estacionamientos proveen acceso a las muchas pistas localizadas en el área. Un centro al visitante está localizado en el inicio de la carretear. La carretera es muy popular para cicloturismo; que comienza con una moderada subida, después empieza por una zona plana cuesta abajo.
El cañón en sí Red Rock sólo está accesible por una carretera de cuatro carriles cerca de la carretera escénica. El sin nombre pero muy visitado valle corta camino sobre la Ruta Estatal 159 es muy común, pero incorrectamente, conocida como el Cañón Red Rock. La pared masiva de rocas llamadas como los Acantilados Wilson, o Piedra Angular, pueden ser vistas al oeste a lo largo de esta carretera.
Hacia el extremo sur del Área de Protección están el Spring Mountain Ranch State Park, al occidente esta la atracción de la replica del pueblo fantasma de the Bonnie Springs y la villa de Blue Diamond.